# Egypt (album)
Pour les articles homonymes, voir Egypt.
Albums de Youssou N'Dour
Kirikou
(2004) Badou
(2006)
Egypt est un album de l'auteur-compositeur interprète sénégalais Youssou N'Dour sorti en 2004 chez Nonesuch Records. 

## Histoire
L'album est un hommage de l'artiste à la musique de l'Égypte, en particulier les chansons d'Oum Kalthoum, et à la religion de l'islam, en particulier au soufisme du mystique Ahmadou Bamba.
Des musiciens de Dakar et du Caire participent à l'album, qui selon Youssou N'Dour « loue la tolérance de ma religion ». L'album en langue wolof comprend une chanson intiutlée Allah, et deux chansons célèbrent le mystique Ahmadou Bamba.
L'album est en grande partie enregistré et devait sortir fin 2001, mais sa sortie est reportée en raison des attentats du 11 septembre 2001.
Dans le documentaire qui lui est consacré, Youssou N'Dour: I Bring What I Love (2008), l'artiste témoigne de la réception difficile de cet album au Sénégal, où certains religieux ont appelé à le boycotter, ou menacé de porter plainte contre lui, avant de se rétracter.

## Controverses
Bien que l'album Egypt ait été accueilli positivement par le public occidental, sa sortie a été controversée en Afrique et dans les sociétés musulmanes. Les médias du Sénégal, pays natal de N'Dour, estiment qu'il est inapproprié d'introduire l'islam dans la musique populaire et qu'en associant les deux, l'album est une insulte à la religion. Cela a donné lieu à un boycott de l'album pendant deux ans au Sénégal, les magasins renvoyant des exemplaires et les stations de radio ne diffusant pas la musique. L'album a également été interdit en Égypte.
Cette réaction négative a touché personnellement N'Dour, qui a été boudé lors d'un pèlerinage religieux dans la ville sainte de Touba, et a été menacé de poursuites judiciaires par des membres de la confrérie mouride. A propos de cette controverse dans sa culture natale, N'Dour a déclaré à Reuters : « J'étais frustré. La musique ne parlait pas aux gens... Quand il y a une rupture avec la tradition, ou que quelque chose change, les gens ne peuvent pas l'accepter tout de suite. Cela prend un peu plus de temps». 

## Liste des titres
| 1.                     | Allah               | Youssou N'Dour | 6:12 |
| 2.                     | Shukran Bamba       | Youssou N'Dour | 5:32 |
| 3.                     | Mahdiyu Laye        | Youssou N'Dour | 4:59 |
| 4.                     | Tijaniyya           | Youssou N'Dour | 5:47 |
| 5.                     | Baay Niasse         | Youssou N'Dour | 5:20 |
| 6.                     | Bamba the Poet      | Youssou N'Dour | 3:53 |
| 7.                     | Cheikh Ibra Fall    | Youssou N'Dour | 3:38 |
| 8.                     | Touba - Daru Salaam | Youssou N'Dour | 5:49 |
| 41 minutes 10 secondes |                     |                |      |

## Classements
| Pays       | Meilleure position | Certification | Ventes |
| ---------- | ------------------ | ------------- | ------ |
| États-Unis | 6                  |               |        |
| Pays-Bas   | 16                 |               |        |

## Récompenses
- Grammy Awards 2004 : meilleur album de musique du monde contemporain[9]
- MOBO Awards 2005 : meilleur artiste africain[10]
- BBC World Music Awards 2005 : Album de l'année[11]